# 博尚水库
博尚水库是中国云南省临沧市临翔区境内的一座水库，位于南汀河上，建于1958年。水库正常库容为2150万立方米，集雨面积为84平方千米，海拔为1723米。